# Machine Man
Machine Man (literalment "l'home maquina") és un personatge de ficció, creat per Jack Kirby i el títol de diverses col·leccions que protagonitza. Al món del còmic és un superheroi de l'Editorial Marvel.
Machine Man neix a la sèrie, 2001: A Space Odysey nº8, amb data de portada de juliol del 1977. A Catalunya, aquesta obra fou publicada en castellà, per l'Editorial Bruguera, l'any 1978, amb el títol 2001: La Odisea del Espacio.
El personatge Machine Man és un androide robòtic. En un inici s'anomena Mr. Machine i també té els noms de Z2P45-9-X-51 o X-51 per escurçar i el d'Aaron Stack nom donat pel seu creador, Abel Stack. Estava vinculat al monòlit que es podia veure a la pel·lícula de Stanley Kubrick 2001: una odissea de l'espai i la novel·la homònima en la que està basada, d'Arthur C. Clarke.

## Característiques
X-51 és un androide revestit de titani, el que li proporciona protecció contra impactes d'armes mundanes. El seu cos és capaç de funcionar en temperatures extremes, des de 10.000 °C fins a -120 °C. X-51 té una capacitat de memòria de 3.22 terabytes, la major part dels quals es troba en la regió superior de l'abdomen, mentres que posseeix localitzacions auxiliars en les extremitats y al cap. La principal font d'energia de X-51 és la solar, gràcies a conversos solars d'alta eficàcia situats per tota la seva pell. També és capaç d'absorbir energia d'altres fonts mitjançant connectors especials.
Pot aixecar unes 2 Tones de pes, però si té els braços estesos es limita a aixecar uns 180 kg en condicions òptimes.
X-51 és capaç de volar gràcies a un dispositiu anti-gravitatori, així com un conjunt de petites turbines situades als peus, sent possible arribar a una velocitat de fins a 80 km/h (50 milles/h). Els dits estan equipats per un conjunt variat d'instruments i armes, entre els quals es troben: un cromatògraf a gas, un interferòmetre làser, un radar de micro-pulsacions, un audímetre, connectors per ordinadors, una ràdio, un làser per tallar i una pistola Màgnum del ‘357.

## Biografia de Ficció
L'Home Màquina és el resultat d'un projecte militar secret per a la creació de sofisticades armes mòbils capaces d'actuar independentment i prendre decisions: un androide que pogués pensar com un home. Un grup dels més prestigiosos enginyers en computació dels Estats Units va dissenyar, va construir i va programar 51 robots experimentals sota la direcció del Doctor Oliver Broadhurst. El Dr. Abel Stack, un brillant informàtic especialitzat en heurístiques de programació, va raonar que un robot només podria pensar com un humà si era tractat com tal. Ignorant el risc personal, el Dr. Stack va agafar un dels robots, el X-51, a la seva pròpia casa i el va instruir com si es tractés del seu propi fill. Stack creia que el robot i l'home podien viure en harmonia i treballar junts per construir un món millor. Per mitjà d'una escuma especial que simulava la carn humana li va fabricar una cara i una perruca a X-51. Anteriorment Stack havia construït un altre androide, XERO. XERO no tenia finalitats militars i, per això, encara que capaç de sentir emocions, va ser desconnectat i abandonat.
Durant l'"adolescència" de l'Home Màquina al costat de Stack, els altres 50 robots van desenvolupar majors defectes de personalitat deguts a la programació insuficient. Les regions dels seus cervells artificials dedicades a la memòria i a la personalitat es van entremesclar com ocorre amb el cervell humà i van començar a sentir consciència de si mateixos, pensaments originals emocions. En ser obligats a madurar en qüestió de setmanes van desenvolupar psicosis inusuals, sota forma de depressions greus, esquizofrènia i deliris de grandesa. A causa del perill intrínsec del desajust emocional dels robots, tres quartes parts d'ells van ser destruïts per ordre del Dr. Broadhurst. Tots els androides estaven equipats amb un dispositiu auto destructor de seguretat que podia ser activat per control remot. Quan el Dr. Stack es trobava retirant el mecanisme destructor del cos de X-51, aquest va ser activat matant-lo a l'acte.
Jurant lluitar pel somni de Stack, l'Home Màquina va adoptar una identitat humana, Aaron Stack, i va intentar robar el seu lloc entre els éssers humans. L'Home Màquina va conèixer el psiquiatre Peter Spaulding i el mecànic Arvin, amb qui va fer amistat. També va treballar durant un temps com a investigador de seguretat de la Companyia de Seguretat Delmar. El seu encarregat i els companys de feina ignoraven en realitat que Aaron Stack fos una màquina.
L'Home Màquina va haver de lluitar per sobreviure en un món que desconfiava dels robots. Va ser perseguit pel govern i, principalment pel senador Miles Brickman. El govern va acabar perdonant-lo després de parar un atac de l'increïble Hulk. Temps després, Aaron s'enamoraria de la també androide Yocasta, només perquè poc després ella fos destruïda pel seu creador, el també androide Ultron.
Amb l'Home Màquina i va contactar l'androide dolent Super-Adaptoide per formar part d'un grup de robots anomenat Heavy Metal, amb l'objectiu de destruir als Venjadors. L'Home Màquina, tanmateix, va ajudar els Venjadors a fer front al Super-Adaptoide i el seu grup. En una altra ocasió, havent trobat el cap de la seva enamorada Yocasta, l'Home Màquina es va veure embolicat en una batalla entre els Venjadors i Terminus. X-51 i els Venjadors van vèncer, però el cap de Yocasta va ser robat per una antiga enemiga de l'Home Màquina, Sunset Bain, la senyora del crim també coneguda com a Madame Menace. L'Home Màquina va ajudar també en diverses ocasions als Venjadors de la Costa Oest. Aquests el varen acabar nomenant membre reservista del grup. Temps després, l'Home Màquina va ser capturat per SHIELD amb l'objectiu d'usar la seva tecnologia per crear una nova versió del cyborg anomenat Deathlok. L'operació es va complicar quan l'helitransport de SHIELD va ser invadit per Crani Vermell, que havia capturat a l'ens tecno orgànic conegut com a Douglock. Douglock era un aliat de la Patrulla-X, per la cual cosa el grup de mutants va acudir al seu rescat. L'Home Màquina els va ajudar amb l'enfrontament en contra de Crani Vermell i va semblar que el ser destruian durant la batalla.
Tanmateix, X-51 va ser reconstruït pel grup mutant conegut com la Germandat. Un Simulacre Dotat de Vida (SDV) de Jack Kubrick, un agent de SHIELD que també buscava les restes de l'androide va ser ferit per un els membres de la Germandat i, intentant salvar-se, es va fondre amb les restes de X-51. L'Home Màquina va renéixer com una fusió entre X-51 i el SDV de Kubrick. El nou cos de l'Home Màquina contenia en el seu interior diminuts androides anomenats "nanitas", capaços de reparar el seu cos des de l'interior cada vegada que era danyat, el que feia a l'Home Màquina pràcticament invulnerable. X-51 va iniciar una vida nova utilitzant la identitat de Kubrick, tanmateix una altra característica del nou cos de l'androide era que estava programat segons la base dels robots Centinelas. Per això, l'Home Màquina es va veure impulsat a intentar caçar mutants, començant pels membres de la Germandat i seguint amb Sebastian Shaw o Els Venjadors, Justice i Firestar abans de tornar per si mateix.
Intentant desempallegar-se d'aquesta programació, l'Home Màquina va recórrer als seus vells amics Peter i Jill Spaulding. Quan es varen trobar, X-51 va ser localitzat pels sentinels, enviats per Henry Peter Gyrich i la CAS (Comissió d'Activitats Superhumanes) per capturar l'Home Màquina. Durant la baralla de l'androide contra els sentinels, la Patrulla-X va acudir per ajudar-lo, però desafortunadament els Sentinelles van aconseguir controlar l'Home Màquina i tornar-lo contra els mutants. Finalment, X-51 va ser gairebé totalment destruït a la batalla.
Gyrich, a més, havia reactivat a l'antic prototip de X-51, XERO per utilitzar-lo contra l'Home Màquina. Tanmateix, XERO odiava la humanitat per haver-li desconnectat i es va negar a rebre ordres, començant a actuar pel seu compte. Quan l'Home Màquina va aconseguir reconstruir-se gràcies a les "nanitas" del seu interior es va trobar lliure de l'influx dels Sentinelles i, alhora, mancat de records exceptuant els referents al seu pare.
Més tard, X-51 es va veure involucrat en una guerra entre bandes de motoristes i XERO, que lluitava per un artefacte dels Celestials que XERO volia utilitzar per conquerir la Terra. X-51 va derrotar a XERO, li va desconnectar i es va endinsar en l'aparell de comunicació celestial, que el va portar fins als mateixos Celestials, amb els quals va passar un temps, després del qual va tornar a la Terra, en una versió del seu cos similar a l'original.
Després d'això, l'Home Màquina va ser reclutat per la branca HATE de la Corporació Beyond per al seu esquadró antiterrorista Nextwave, on li van reprogramar i van alterar la seva conducta, que es va tornar bastant erràtica i antihumana. Els membres de Nextwave van acabar rebel·lant-se contra HATE, que va resultar ser
corrupta, i van destruir les seves operacions.
Poc després de desmantellar-se Nextwave, va esclatar la Guerra Civil entre els superherois a conseqüència de l'aprovació de l'Acta de Registre Superhumà. L'Home Màquina i Monica Rambeau, l'antiga líder de Nextwave, es van unir als Venjadors Secrets, el grup d'herois proscrits que s'oposava a la nova llei dirigida pel Capità Amèrica.
Temps després va ser reclutat per Carol Danvers perquè formés part del seu equip de l'Operació Llampec en la qual va col·laborar activament fins a la cessació d'operacions d'aquesta, al cap de poc d'aquest esdeveniment va ser convocat per A.R.M.O.R. (agència destinada al control de les incursions realitzades per ens d'altres realitats) per tractar d'obtenir mostres d'un virus que convertien la població meta humana amb Zombies, en l'esmentada operació va ser acompanyat per la robot Yocasta.

## Publicacions

### Volum 1
Machine Man va aparèixer originalment a les pàgines de 2001: A Space Odyssey # 8 (juliol de 1977), que va ser escrit i dibuixat per Jack Kirby, on es deia Mister Machine. Va passar a aparèixer a la seva pròpia sèrie homònima el 1978.
Aquest títol presentava Machine Man que entrava a l'Univers Marvel principal. Jack Kirby va escriure i dibuixar els primers nou números, que van tractar l'estatus del personatge del títol com a fugitiu de l'exèrcit després de la mort del seu creador i les seves primeres interaccions amb la humanitat. La sèrie es va cancel·lar a la fi de 1978 amb X-51 finalment lliure als militars.
Machine Man va aparèixer a continuació en un arc de tres exemplars dins de les pàgines de The Incredible Hulk # 235–237. El robot es va trobar que lluitava contra el gegant verd dins de l'entorn suburbà del seu amic humà, el doctor Peter Spaulding. Al final de la història, va incorporar-se a una completa detenció del sistema, la qual cosa va provocar els esdeveniments retratats a la seva sèrie mensual que va ser rellançada l'agost de 1979 al número 10 després d'un hiat de nou mesos. L'estat quo del còmic va canviar amb Machine Man ara vivint entre la humanitat i tractant les seves pròpies emocions trobades. Marv Wolfman va arribar a bord com nou escriptor, associat amb l'artista Steve Ditko, que va ajudar a establir un to diferent de les històries anteriors de Kirby. El número 15 va veure que un nou escriptor, Tom DeFalco, va assumir les tasques de redacció. El títol va durar fins al número 19 i va acabar el febrer de 1980.

### Volum 2
A l'octubre de 1984 - gener de 1985, va aparèixer Machine Machine, com una nova minisèrie escrit per Tom DeFalco amb art de Herb Trimpe (només esbossats, números # 1–3) i Barry Windsor-Smith (només acabats, números número 1-3 i art complet per al número 4), Windsor-Smith també acoloreix tota la minisèrie i co-traça el número 4 amb DeFalco. L'acció transcorre en el llavors llunyà futur cyberpunk del 2020. En aquesta sèrie hi debutava Arno Stark, el mercenari Iron Man 2020.
La minisèrie es va reimprimir per primera vegada en format trade paperback de 96 pàgines el 1988 (ISBN 978-0-07-135458-5), amb una nova coberta de Barry Windsor-Smith i una altra vegada el 1994 com dos llibres de doble mida, amb el nom de Machine Man 2020.
El 1990, Machine Man va ser protagonista del Iron Man Annual # 11 (part de la història del "Terminus Factor"). Aquesta història suggeria que el Machine Man del 2020 podria resultar no ser el veritable X-51, sinó un duplicat creat per Sunset Bain.

### X 51
El 1999, Marvel va tornar al personatge a la sèrie X-51 (X-51, The Machine Man a la portada) en què Machine Man experimenta un mal funcionament de la programació: atacaria incontroladament qualsevol mutant que es trobava. Se li va donar una mirada dràsticament més robòtica i els seus poders van ser molt canviats. El motiu d'ambdós va ser que havia estat reconstruït per nanotecnologia basada en els sentinels. La sèrie va durar dotze números a més d'un número 0, a càrrec de Karl Bollers al guió, amb Michael Higgins els sis primers números i dibuix de Joe Bennett, excepte el número 0, dibuixat pel català Pasqual Ferry.

### Traduccions
No s'ha traduït al català. Les editorials catalanes Bruguera, Vértice i Editorial Planeta només van publicar en castellà respectivament les seves primeres aparicions a la sèrie 2001: A Space Odysey, els dotze primers números del volum 1 i el volum 2. Aquesta última va ser reeditada per Editorial Panini.
- 2001:La Odisea del Espacio (Editorial Bruguera, 1978) (8 números)
- Máquina Vital (Ediciones Vértice, 1980) (6 números)
- Colección Extra Superhéroes nº10 (Comics Forum, juny de 1985)
- Marvel Gold: Hombre Máquina / Iron Man 2020 (Editorial Panini, novembre de 2015)